# Ipomoea micrantha
Ipomoea micrantha är en vindeväxtart som beskrevs av Hall. f. Ipomoea micrantha ingår i släktet praktvindor, och familjen vindeväxter. Inga underarter finns listade i Catalogue of Life.